# Do You Really Want Me (Show Respect)
Do You Really Want Me (Show Respect) är den svenska artisten Robyns andra singel från debutalbumet Robyn Is Here. Singeln släpptes i Sverige 1995, och i Storbritannien och USA 1998.
Melodin bygger på den gamla barnramsan Skvallerbytta bing bång .

## Låtlista

### Singel, Storbritannien
CD 1:
1. "Do You Really Want Me (Show Respect)" (single edit)
2. "Do You Really Want Me (Show Respect)" (QD3 edit)
3. "Do You Really Want Me (Show Respect)" (So Groovy mix)
4. "Robyn is Here"

CD 2:
1. "Do You Really Want Me (Show Respect)" (single edit)
2. "Do You Really Want Me (Show Respect)" (Smooth Butter mix)
3. "Do You Really Want Me (Show Respect)" (Mad Love mix)
4. "Do You Really Want Me (Show Respect)" (Gecko's Urban mix)
5. "Do You Really Want Me (Show Respect)" (Daddy C's Mekka mix)

### Singel, Sverige
CD-maxisingel:
1. "Do You Really Want Me (Show Respect)" (Daddy C's Mekka Mix) - 6:07
2. "Do You Really Want Me (Show Respect)" (Smooth Butter Mix) - 4:56
3. "Do You Really Want Me (Show Respect)" (Mad Love Mix) - 3:53
4. "Do You Really Want Me (Show Respect)" (Gecko's Urban Mix) - 5:55

## Listplaceringar
| Lista 1995-1996, 1998 | Topplaceringar |
| --------------------- | -------------- |
| Norge                 | 7              |
| Nya Zeeland           | 43             |
| Sverige               | 2              |